# 二盃口
二盃口（リャンペーコー）とは、麻雀における役の一つ。その名の通り、一盃口が2つ出来ている和了形である。3翻役。鳴くと成立しない門前役である。略してリャンペーとも言われる。かつてはダブル一盃口や二色二順（りゃんそうりゃんしゅん）と言ったり、両盃口あるいは両般高と表記されることもあった。

## 概要
「223344」など同色同数の2順子を一盃口というが、一盃口が手の内に2組できている場合、二盃口という別の役として扱う。一盃口と同じく門前役であり、副露した場合は認められない。一盃口は比較的成立させやすい手軽な役だが、それが2つとなると途端に難易度が上がる。そのため出現頻度は低く、あまり頻繁に見ることのない珍しい手役である。
和了形は七対子と同じく7つの同一牌2枚使いという牌姿になることが多いが、使用する牌が連続した牌に限られるため、七対子よりも難しい。点数計算においても、25符2翻の七対子に対し、二盃口は最低でも40符3翻もしくは30符4翻もしくは20符5翻となる。符・翻何れかが七対子より低くなる組み合わせは20符5翻のみだが、これは満貫になるので七対子の方が得点が高くなることはないため、高点法により必ず二盃口として計算する。対子7つではなく面子手として考えるため七対子とは複合しないが、順子を4つ持つ形であるため平和と複合しうる。
現在一般的なルールでは、二盃口は3翻役である。しかし古い入門書や傍流のルールブックでは扱いに差があり、2翻として扱われていたり、役としては採用されていないケースもあった。

## 歴史
一盃口と同じく戦後に採用された役であるが、日本で考案された役であり、中国麻雀にはこれに相当する役はない。

## 牌姿の例
（例）平和との複合 / 高目で二盃口になるケース
待ちはで、なら平和・二盃口となる。の場合は平和・一盃口のみ。
（例）4枚使いのあるケース
待ちは。七対子では通常4枚使いは認められないが、二盃口は面子手なので、特に4枚使いがあっても構わない。このケースでは4枚使いの五萬のうち2枚が雀頭、もう2枚は一盃口の順子である。
（例）同一順子4組のあるケース
待ちは。一色三順や三連刻といったローカル役を採用しない場合、まずロン和了では、ロンでタンヤオのみ、ロンでタンヤオ・三暗刻（3翻50符）、ロンでタンヤオ・平和・二盃口（5翻）となる。高点法にのっとりではタンヤオ・平和・一盃口（3翻30符）に取らず、ではタンヤオ・三暗刻（3翻）に取らない。ツモ和了した場合、ツモならタンヤオ・平和・ツモ・一盃口（4翻20符）にとるよりタンヤオ・ツモ・三暗刻（4翻40符）にとったほうが高くなるが、ツモならタンヤオ・ツモ・三暗刻（4翻）にとるよりタンヤオ・平和・ツモ・二盃口（6翻）にとったほうが高くなる。
（例）大車輪の形
   で和了
筒子の二から八までの対子を作った形を、大車輪という役満にするローカルルールもある。とはいえ、大車輪を採用していなくてもこの手は二盃口として解釈できるため、清一色・タンヤオ・平和・二盃口で三倍満である。